# Megaselia luteiclava
Megaselia luteiclava är en tvåvingeart som beskrevs av Borgmeier 1967. Megaselia luteiclava ingår i släktet Megaselia och familjen puckelflugor. Inga underarter finns listade i Catalogue of Life.